# Flytmossatjärnen
Flytmossatjärnen är en sjö i Vindelns kommun i Västerbotten och ingår i Umeälvens huvudavrinningsområde. Sjön har en area på 0,215 kvadratkilometer och ligger 215,1 meter över havet.

## Delavrinningsområde
Flytmossatjärnen ingår i det delavrinningsområde (716791-166739) som SMHI kallar för Ovan VDRID = Åman i Vindelälvens vattendragsyta. Medelhöjden är 220 meter över havet och ytan är 42,68 kvadratkilometer. Räknas de 668 avrinningsområdena uppströms in blir den ackumulerade arean 9 845,77 kvadratkilometer. Vindelälven som avvattnar avrinningsområdet har biflödesordning 2, vilket innebär att vattnet flödar genom totalt 2 vattendrag innan det når havet efter 141 kilometer. Avrinningsområdet består mestadels av skog (78 procent). Avrinningsområdet har 3,5 kvadratkilometer vattenytor vilket ger det en sjöprocent på 8,2 procent.